# Сівкович Михайло Олександрович
Миха́йло Олекса́ндрович Сівко́вич (9 квітня 2001, с. Єлизаветівка, Коростишівський район, Житомирська область, Україна — 11 вересня 2024, Харківська область, Україна) — український військовослужбовець батальйону Гроза бригади Буревій, учасник російсько-української війни.